# جائزة إيطاليا الكبرى للدراجات النارية 2014
جائزة إيطاليا الكبرى للدراجات النارية 2014 هو سباق دراجات نارية أقيم بتاريخ 1 يونيو 2014 في حلبة موجيلو، إيطاليا. كان الجولة السادسة من أصل 18 في سباق الجائزة الكبرى للدراجات النارية موسم 2014. فاز الإسباني مارك ماركيث بفئة الموتو جي بي بينما جاء الإسباني خورخي لورنزو في المركز الثاني وحصل على المركز الثالث الإيطالي فالنتينو روسي.

## وصلات خارجية
- الموقع الرسمي